# 生死线 (电视剧)
《生死线》是2009年9月播出的中国抗日战争题材的中国大陆电视连续剧，由孔笙执导，兰晓龙编剧，改编自兰晓龙的同名小说。故事发生在一个虚构的城市沽宁。
2009年9月19日山东影视频道首播，2010年1月1日云南/贵州/吉林/重庆卫视上星。

## 人物简介
| 演員   | 角色     | 身份         | 介紹                                                               |
| 廖 凡  | 欧阳山川 | 中共情报人员 | 原名曹烈云                                                         |
| 杨 烁  | 四道风   | 无产者       | 抗日遊擊组织四道风的首领。                                         |
| 张 译  | 何莫修   | 核物理学家   | 美籍华人                                                           |
| 李 晨  | 龙文章   | 国军军官     | 抗战即将胜利时牺牲。                                               |
| 吕 夏  | 思 枫    | 抗日遊擊隊長 | 欧阳山川的妻子，抗日遊擊的领导人老唐。                             |
| 王黎雯 | 高 昕    | 富家小姐     | 高三宝的独生女。何莫修指腹为婚，也是一见钟情的女子。               |
| 倪大宏 | 高三宝   | 商会会长     | 沽宁富翁，抗战结束后，已家破人亡                                   |
| 罗京民 | 沙观止   | 沙门老大     | 黑社会老大，四道风的叔叔                                           |
| 刘天佐 | 窦六品   | 农民         | 窦村的村民，因战争失去平静的生活。                                 |
| 方 慧  | 唐 真    | 学生         | 欧阳的学生。父亲和小弟被日本人和李六野杀害，为复仇加入抗日遊擊隊。 |

## 幕后花絮

### 两个龙文章
《我的团长我的团》和《生死线》中都有叫做龙文章的角色。
《团》剧中段奕宏饰演的假龙文章逃日本的时候路过沽宁，看见一个挺神气的军官，就偷了他的名字。
后来他参加中国远征军，来到禅达，用龙文章这个名字当上了伪团座。